# Lego World
|  | Ikke at forveksle med spillet LEGO Worlds. |
Lego World er et årligt arrangement, der arrangeres af legetøjsproducenten LEGO i hhv. København og Utrecht i Nederlandene. Arrangementet er først og fremmest rettet mod børn med mulighed for at bygge og lege med Legoklodser, ligesom der er forskellige former for aktiviteter og underholdning. Derudover fremviser voksne legobyggere deres modeller, der kan være både detaljerede og omfattende. I København er det foreningen Byggepladen, der står for denne del af arrangementet.
Lego World blev udviklet af Roy Cordes fra LEGO Nederland og Renate Ouweneel fra IJsselhallen i Zwolle, hvor det første Lego World blev afholdt i 2001 med 27.500 besøgende. I 2011 var tallet vokset til 73.853 besøgende over otte dage fra Nederlandene, Tyskland og Belgien. I 2013 flyttedes arrangementet til Jaarbeurs i Utrecht. Her besøges det fremdeles af mere end 70.000 personer hvert år. Målgruppen er først og fremmest børn i alderen fra 4 til 14 år.
Den første danske Lego World blev afholdt i 2009 i Parken i København, men siden 2010 er det blevet afholdt i Bella Center i samme by. Arrangementet finder sted de sidste fire dage i vinterferien. Fra 2023 er det blevet kaldt Festival of Play.